# Миллер, Пол Николас
Пол Николас Миллер (англ. Paul Nicholas Miller, более известный под псевдонимом GypsyCrusader, букв. «ЦыганКрестоносец»; род. 11 августа 1988, Нью-Йорк) — американский ультраправый политический обозреватель, стример, сторонник превосходства «белой расы», бывший боец тайского бокса и осуждённый преступник. Наиболее известен своими прямыми трансляциями на различных медиа-сервисах, в которых он изображает множество разных персонажей, включая Джокера, Марио, и других, в то время как он рассказывает о своих политических убеждениях незнакомцам на Omegle. Он известен своей защитой «расовой войны» и поддержкой превосходства белых и неонацизма. Он был связан с несколькими альтернативными правыми и крайне правыми организациями, включая Proud Boys и движение Boogaloo.

## Биография
Родился 11 августа 1988 года в Нью-Йорке. Его отец имеет цыганские корни, мама по национальности мексиканка. В 20-летнем возрасте Миллер увлёкся тайским боксом. Он начал активно тренироваться, уже через 3 месяца вышел на первый любительский бой.
В полутяжёлом весе Пол завоевал титул чемпиона на региональных, а затем и национальных соревнованиях, был принят во Всемирную ассоциацию кикбоксинга. После автомобильной аварии спортсмен не смог участвовать в боях, был вынужден перейти на тренерскую работу.

## Блогерская деятельность
12 октября 2018 года Миллер был вовлечён в конфликт с антифашистами. Миллер утверждает, что пытался присутствовать на выступлении основателя Proud Boys Гэвина Макиннеса, чтобы написать об этом.
Антифашисты, которых полицейские задержали как зачинщиков драки, содействовали тому, что Пола уволили из тренерского клуба. Они узнали адрес магазина матери Миллера, угрожали женщине. Самому Полу пришлось сменить место жительства, он перебрался в штат Флорида. С этого момента блогер объявил антифашистам войну. Он взял псевдоним Gypsy Crusader, зарегистрировал профили в Телеграме и Инстаграме, создал канал на Ютубе.

## Неонацистcкая деятельность
Миллер часто проявляет крайнюю ненависть к евреям и часто отрицает Холокост. Он выразил желание «усыпить их газом» и утверждает, что «создаёт армию» в Интернете с намерением претворить в жизнь свои насильственные идеи. На нескольких видеороликах, которые он опубликовал в Интернете, можно увидеть, как он позирует рядом с нацистским флагом и носит доспехи, размахивая свастикой.
Миллер также известен своей ненавистью к чернокожим. Из-за его убеждения, что их следует «отправить обратно в Африку», его называют белым националистом. Он также использовал фразу «только белые жизни имеют значение» и вызвал недовольство нескольких протестующих Black Lives Matter на нескольких различных акциях протеста.
Миллер присутствовал на митинге Трампа и сказал чернокожей женщине с табличкой с надписью «Жизни чёрных имеют значение», что «имеют значение только жизни белых» и «Хайль Гитлер», прежде чем назвать другую чернокожую женщину «шимпанзе». Позже в тот же день Миллер проехал мимо митинга Black Lives Matter в Восточном Брансуике, штат Нью-Джерси, и несколько раз кричал протестующим «Жизни негров не имеют значения».
Подобные высказывания привлекли внимание правоохранительных органов. В мае 2020 года агенты ФБР попытались связаться с Миллером через его родителей. Когда сочли, что Пол не представляет опасности для общества, оставили его в покое.

## Преступные действия
В 2006 году в возрасте 18 лет Миллеру было предъявлено обвинение в нападении с отягчающими обстоятельствами. Он не признал себя виновным и не был приговорён к тюремному заключению.
В 2007 году Миллер был арестован и обвинён в хранении наркотиков и намерении их продать. Он получил наказание в виде 180 дней в тюрьме и 4 года испытательного срока.
17 января 2018 года Миллеру было предъявлено обвинение в незаконном хранении оружия, однако обыск его дома произошёл лишь в 2021 году. Миллера задержали 2 марта 2021 года. Полицейские пришли к нему домой в 5 часов утра, чтобы сопроводить в участок. Арест связан с происшествием, случившимся 17 января 2018 года, когда журналист незаконно завладел оружием. Полу предъявили обвинение в незаконном хранении оружия (при обыске в доме блогера обнаружена винтовка и 850 патронов к ней). Наличие незарегистрированного оружия неонацист объяснил тем, что боялся нападения антифашистов, которые несколько месяцев преследовали его мать. Ранее сообщалось, что Миллеру грозит до 30 лет лишения свободы. На следующий день после ареста состоялось первое слушание. Пол принёс свои извинения общественности. От государственного адвоката он отказался. Блогер сообщил судье, что у него достаточно средств, чтобы оплатить услуги адвоката. Во время предварительных слушаний Миллеру отказали в освобождении под залог.
Судебные разбирательства завершились в сентябре 2021 года. Миллера приговорили к 41 месяцу лишения свободы, с последующим 3-летним освобождением под надзором. 31 января 2023 года он был освобождён из-под стражи под надзором. Но в апреле 2023 года возвращён в тюрьму, так как, по данным СМИ, находясь под надзором торговал расистской атрибутикой.